# Reinhold W. Lang

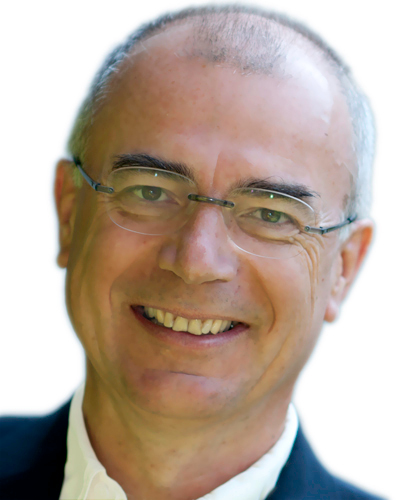
Reinhold W. Lang

Reinhold W. Lang (* 9. Mai 1954 in Güssing, Burgenland) ist ein österreichischer Kunststofftechniker, Wissenschaftler und emeritierter Hochschullehrer. Er leitete von September 2009 bis 2022 das Institute of Polymeric Materials and Testing an der Linzer Johannes Kepler Universität (JKU). Sein Nachfolger wurde Gernot M. Wallner.

## Leben
Reinhold W. Lang graduierte 1978 an der Montanuniversität Leoben zum Diplomingenieur für Kunststofftechnik. Danach absolvierte er an der amerikanischen Lehigh University, Bethlehem, Pennsylvania, das Doktoratsstudium Polymer Engineering and Science, das er 1984 mit Verleihung des Ph.D. abschloss. Noch vor und während der Zeit in den USA arbeitete Lang als wissenschaftlicher Mitarbeiter am Institut für Werkstofftechnik der Universität Kassel, Deutschland und als Gastwissenschaftler an der Ecole d’Application des Hauts Polymères in Strasbourg, Frankreich. Von 1984 bis 1991 bekleidete er auf dem Gebiet der Kunststoffe und Composites verschiedene Positionen bei BASF, Ludwigshafen am Rhein. 1991 erhielt er den Ruf als Ordinarius für Werkstoffkunde und Prüfung der Kunststoffe an die Montanuniversität Leoben und wurde da Vorstand des gleichnamigen Institutes. 1993 gründete er das Institut für Kunststofftechnik der JOANNEUM RESEARCH Forschungsgesellschaft m.b.H., Graz, das infolge des erfolgreichen Auf- und Ausbaus 2002 in die neu gegründete Polymer Competence Center Leoben GmbH (PCCL; Leoben) eingebracht wurde. Als Initiator, Geschäftsführer und wissenschaftlicher Direktor des PCCL von 2002 bis 2008 war Lang federführend beim Auf- und Ausbau des PCCL auf etwa 100 Mitarbeiter. Bis zu seiner Emeritierung 2022 leitete er seit dem September 2009 an der Johannes Kepler Universität, Linz, das Institute of Polymeric Materials and Testing.

## Arbeits- und Forschungsschwerpunkte
Die Forschungstätigkeiten von Lang umfassen folgende Themenbereiche:
- Polymere Werkstoffe und Nachhaltige Entwicklung („Sustainable Development“)

- Effizienz: Energie- und Werkstoffeffizienz (Reduzierung der Energie- und Werkstoffintensität pro Service-/Funktionseinheit)
- Energie: Polymerwerkstoffe für erneuerbare Energietechnologien (Solar, Wind, Wasser)
- Wasser: Polymerwerkstoffe für die regionale und globale Wasserversorgung (Trinkwasser, Sanitär, Landwirtschaft usw.)
- Biogene Polymerwerkstoffe: Eigenschaftsprofile und  Potential von Polymerwerkstoffen aus nachwachsenden Rohstoffen bzw. sonstigen bio-basierenden Herstellungsmethoden
- Ökobilanzen/Lebenszyklusanalysen: Werkstoff- und performance-orientierte Lebenszyklusanalyse (LCA)

- Multi-funktionale Eigenschaftsprofile und Anwendungen von Polymerwerkstoffen (Schwerpunkte auf den Gebieten „Mechanik bei komplexer Beanspruchung“ und „Alterungsverhalten“)

- Deformations- und Versagensverhalten (Ermüdung, Langzeit- und Impactbeanspruchung; thermisch-mechanische Beanspruchung, Medieneinwirkung und Alterung)
- Konventionelle Mechanik, Bruchmechanik und Mikromechanik
- Konstruktions-Kennwerte und Werkstoffgesetze; Versagenskinetik, Versagenskriterien und Lebensdauermodellierung; Übertragbarkeit von Prüfkörper-Kennwerten auf das Bauteilverhalten
- Kombinationen von mechanischen, thermischen, optischen, elektrischen und akustischen Eigenschaften sowie von Transport(Barriere)-Eigenschaften
- Physikalische und technologische Charakterisierung der Werkstoff- und Performance-Eigenschaften für anwendungsrelevante Bedingungen (Prüfkörper- und Bauteilebene)
- Alterungsverhalten von Polymerwerkstoffen
- Weiterentwicklung von Prüf- und Charakterisierungsmethoden

- Charakterisierung der inneren Werkstoffstrukturen und Aufklärung von Struktur/Eigenschafts/Verarbeitungs/Performance-Beziehungen („structure/processing/property/performance relationships“, sp³ relationships):

- Mikroskopische, spektroskopische und thermo-analytische Methoden
- Nano-, Mikro- und Makro-Bereich
- Schwerpunkt Polyolefine und Polyolefin-Compounds (PE, PP) sowie Duromere, Verbundwerkstoffe und Elastomere

## Sonstiges
Lehre und Ausbildung: Als akademischer Lehrer hat  Lang bisher 23 Dissertationen und etwa 180 Diplomarbeiten und 160 Studien- bzw. Bachelorarbeiten betreut und erstbegutachtet. Etwa 10 weitere Dissertationen hat er co-betreut bzw. co-begutachtet. Zudem haben sich drei seiner wissenschaftlichen Mitarbeiter habilitiert bzw. wurden zum Universitätsprofessor ernannt.
Kooperative Forschung: Im Bereich der kooperativen Forschung (Wissenschaft und Wirtschaft) hat  Lang in den letzten zehn Jahren federführend als Antragsteller von Großkonsortien und in der Funktion des wissenschaftlichen Leiters etwa 50 Mio. EURO für die österreichische Kunststoffforschung als Drittmittel akquiriert und in der Umsetzung koordiniert. Dazu gehören u. a. der Auf- und Ausbau des Polymer Competence Centers Leoben im Rahmen des Kplus-Programmes (2002–2009), ein Großforschungsprojekt zum Thema „Polymere Nano-Composites“ (2006–2008) im Rahmen der österreichischen Nanoinitiative, ein im COMET-Programm genehmigtes K-Projekt zum Thema „Advanced Polymeric Materials and Process Technologies“ (2010–2014) für die Polymergruppe der JKU Linz und das Leitprojekt „Solarthermische Systeme aus Polymerwerkstoffen - SolPol“ (2010–2013) im Programm Neue Energien 2020 des österreichischen Klima und Energiefonds.
Veröffentlichungen: Lang ist Autor bzw. Co-Autor von über 200 Veröffentlichungen und Mit-Herausgeber von 8 Tagungsbänden und Monographien.

## Ehrenamtliche Tätigkeiten und Mitgliedschaften
- 1981/82	President of the International Student Organization an der Lehigh University.
- 1986–1991	Mitglied in zwei DIN-Ausschüssen zur Erstellung der Normen für Hochleistungsverbundwerkstoffe – GFK und CFK (Berlin).
- 1992–2000	Vorstandsmitglied im Verein SUSTAIN zur Koordination von Forschung über Nachhaltigkeit, Graz.
- seit 1994	Mitglied des Wissenschaftlichen Beirates der Arbeitsgemeinschaft Erneuerbare Energie – Institut für Nachhaltige Technologien (AEE INTEC), (Gleisdorf).
- 1995–2000	Direktor-Stellvertreter des Österreichischen Instituts für Nachhaltigkeit (ÖIN), (Wien).
- 1996–2000	Mitglied des Österreichischen Klimabeirates des Bundesministeriums für Umwelt, Jugend und Familie, (Wien).
- 2000–2002	Beiratsmitglied des Kunststoff-Clusters Österreich (Linz).
- seit 05/2001	Vorstandsmitglied der Arbeitsgemeinschaft Erneuerbare Energie – Institut für Nachhaltige Technologien (AEE INTEC), Gleisdorf.
- seit 2006	Mitglied des Initiativen Komitees der Brancheninitiative (BRA.IN) Kunststoffwirtschaft der FFG (Wien).
- seit 2007	Assoziiertes ausländisches Mitglied des Wissenschaftlichen Arbeitskreises Kunststofftechnik (WAK), Deutschland
- seit 2008	Advisory Board der Internet-Zeitschrift Kunststofftechnik

## Preise und Ehrungen
- Rektor Platzer Ring für hervorragenden Studienerfolg und Diplomabschluss „Mit Auszeichnung“ an der Montanuniversität Leoben (1978)
- Stipendium der Austrian-American Educational Commission (Fulbright Commission) für ein Post-Graduate Studium an der Lehigh University (1979–1981)
- Goldene VÖK-Ehrennadel der Vereinigung Österreichischer Kunststoffverarbeiter (2008)